# Geoffrey Thomas Phipps Hornby

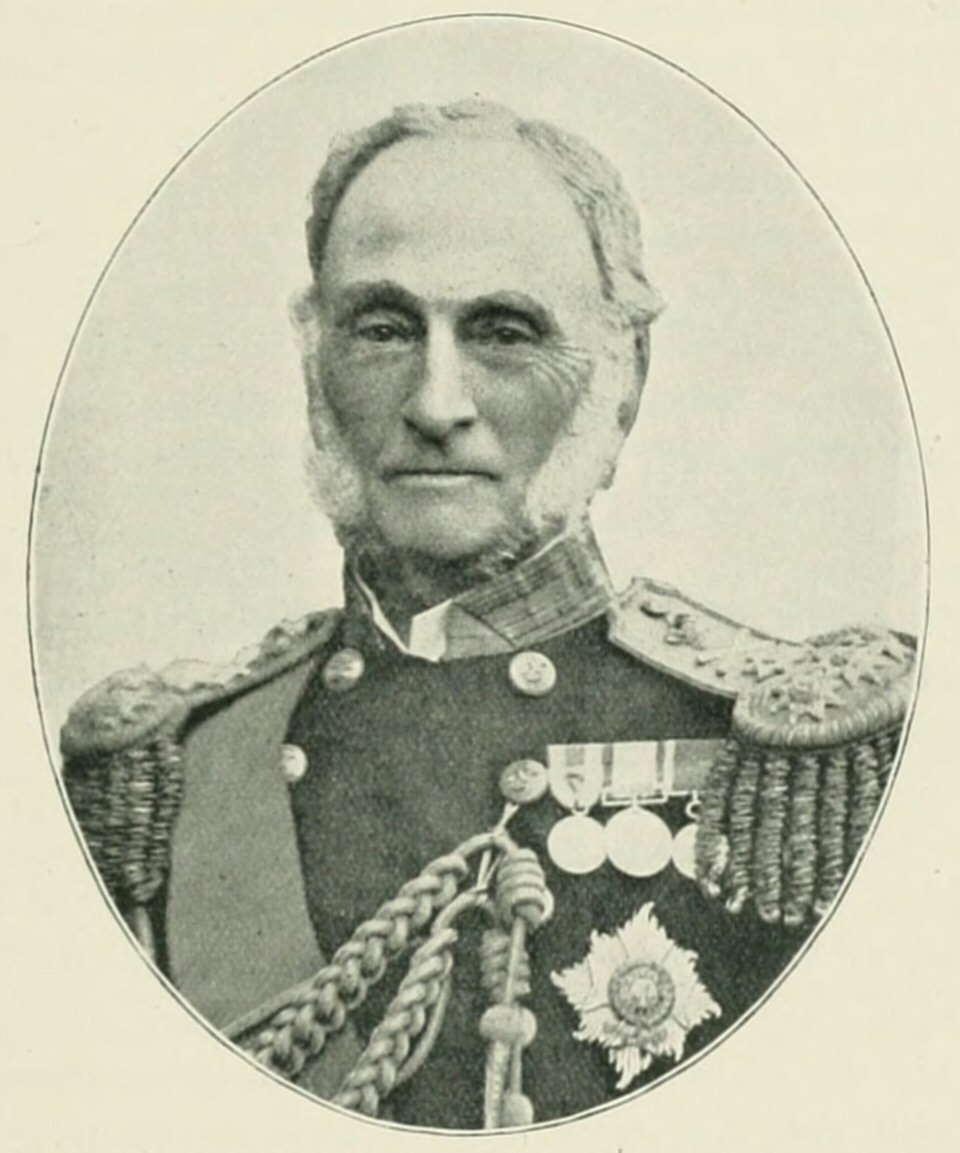
Sir Geoffrey Hornby, nach 1885

Sir Geoffrey Thomas Phipps Hornby (* 20. Februar 1825 in Winwick, Lancashire; † 3. März 1895 in London) war ein britischer Admiral.

## Leben
Bereits 1837 trat Hornby als Midshipman in die britische Marine ein. 1845 wurde er Lieutenant, diente als Flag-Lieutenant unter seinem Vater Vice-Admiral Phipps Hornby, der ihn zum Commander (1850) machte und 1852 seine Beförderung zum Captain erreichte. 1840 nahm er an der Beschießung von Akkon teil und verfolgte danach zwei Jahre Sklavenhändler vor Ostafrika. Sein erstes eigenes Kommando hatte er im sogenannten Schweinekonflikt mit den USA um die San Juan Islands 1859, wobei er diplomatisches Geschick zeigte. 1865 wurde er Commodore und patrouillierte gegen Sklavenhändler vor Westafrika. 1869/70 war er Kommandeur einer Flying Squadron auf Weltumsegelung, die der Marineausbildung diente. Er wurde bis 1869 Rear-Admiral, war 1871 bis 1874 Oberbefehlshaber der britischen Flotte im Ärmelkanal, 1874 Zweiter Seelord und wurde 1875 Vice-Admiral. Bei Ausbruch des Russisch-Türkischen Krieges 1877 wurde Hornby Oberbefehlshaber der britischen Flotte im Mittelmeer und stationierte sich unweit von Konstantinopel. Auch hier konnte er durch diplomatisches Geschick die Situation entschärfen. 1882 bis 1885 war er Commander in Chief in Portsmouth.
1888 wurde er Admiral of the Fleet und ab 1886 Aide-de-camp von Königin Victoria in Marinefragen. In dieser Funktion begleitete er auch Wilhelm II. auf seinen Englandbesuchen 1889 und 1890.
Obwohl er kaum Gefechtseinsätze hatte und vor allem durch diplomatische Fähigkeiten glänzte, galt er als einer der fähigsten Offiziere der Royal Navy in der Übergangszeit vom Segelschiff zum Dampfschiff. Admiral Fisher, der unter ihm im Mittelmeer diente, nannte ihn den besten Admiral seit Nelson.
Für seine militärischen Verdienste wurde er am 12. August 1878 zum Knight Commander und am 19. Dezember 1885 zum Knight Grand Cross des Order of the Bath geschlagen.